# Chaetonotus montevideensis
Chaetonotus montevideensis är en djurart som tillhör fylumet bukhårsdjur, och som beskrevs av Paciente A. Cordero 1918. Chaetonotus montevideensis ingår i släktet Chaetonotus och familjen Chaetonotidae. Inga underarter finns listade i Catalogue of Life.